# Новосибирский областной онкологический диспансер
Новосибирский областной онкологический диспансер — медицинское учреждение в Ленинском районе Новосибирска, открытое в 1965 году. Одно из двух специализированных государственных учреждений региона для лечения онкологии. Главный врач — заслуженный врач РФ Олег Иванинский.
На базе онкодиспансера действует единая диспансерная (амбулаторная) служба онкологии Новосибирска и Новосибирской области. Онкодиспансер является центром подготовки и повышения квалификации врачей Новосибирской области в области онкологии.

## История
Новосибирский онкологический диспансер изначально возник в стенах Новосибирской областной клинической больницы, организованной в 1939 году. После реорганизации 1946 года в больнице было 450 коек, в том числе онкологическое отделение на 30 коек. Первыми врачами онкологического отделения стали Герман Веронский, Галина Токарева и Габриэль Такач. Именно Такач после реорганизации эвакуационного госпиталя № 2493, в который была преобразована больница в годы Великой Отечественной войны, стал в 1947 году заведующим отделением диспансерного приёма онкологических больных. В 1955 году онкологическое отделение возглавил Юрий Юдаев.
В 1964—1965 велось строительство Новосибирского областного онкологического диспансера. Главный корпус расположился на ул. Плахотного, 2. Первым главным врачом диспансера стал врач-онколог высшей категории Анатолий Есин. Он руководил работой диспансера с 1965 по 1998 год. Диспансер был рассчитан на 90 коек. Первыми отделениям диспансера были хирургическое, радиологическое и патолого-анатомическое. В 1970 году появилось торакальное отделение. В 1992 году во вновь построенном корпусе было открыто отделение химиотерапии, а с открытием собственного операционного блока было преобразовано в маммологическое отделение.
С 1998 года по 2011 год руководил диспансером руководил д. м. н., профессор, заслуженный врач РФ Юрий Наров. При нём было закончено строительство нового радиологического корпуса, в 1998 году радиологическое отделение стало самостоятельным подразделением диспансера.
В 2011 году главным врачом диспансера стал к. м. н., заслуженный врач РФ Олег Иванинский. После его перехода в Правительство Новосибирской области на должность министра здравоохранения позиция главного врача перешла Владимиру Войцицкому. В 2018 году на пост главного врача вернулся Олег Иванинский.
В 2020 году на территории диспансера велись работы по возведению корпуса патологической анатомии и корпуса для амбулаторной химиотерапии на 30 кресел, который позволит развести пациентов дневного и круглосуточного стационаров. Возведение корпусов было завершено в мае 2021.
Планируется, что к 2024 году на территория Городской клинической больницы № 25 будет построен новый онкоцентр вместимостью более 800 коек, 505 из которых — хирургические. Туда переедет Новосибирский областной онкологический диспансер.

## Сотрудничество
В 1974 году на базе кафедры госпитальной хирургии лечебного факультета Новосибирского государственного медицинского университета был организован курс онкологии. Основной клинической базой курса стал Областной онкологический диспансер. Также онкодиспансер является центром подготовки и повышения квалификации врачей Новосибирской области в области онкологии.
Диспансер сотрудничает в научной части с рядом научных учреждений: НИИ клинической и экспериментальной лимфологии, НИИ клинической иммунологии, НИИ молекулярной биологии и биофизики, НИИ молекулярной патологии и патоморфологии, Томский НИИ онкологии, НИИ химической биологии и фундаментальной медицины.

## Специализированные центры
| - Онкологическое отделение № 1 (хирургическое) - Онкологическое отделение № 2 (маммологическое) - Онкологическое отделение № 3 (торакальное) - Онкологическое отделение № 4 (гинекологическое) - Диспансерное отделение № 1 - Диспансерное отделение № 2 - Патолого-анатомическое отделение - Операционный блок | - Отделение анестезиологии и реанимации - Отделение лучевой диагностики - Радиологическое отделение - Отделение эндоскопической диагностики - Приёмный покой - Клинико-диагностическая лаборатория |